# December (мініальбом)
«December» — спільний різдвяний мініальбом британської співачки Габріель Аплін і валлійської співачки Ханни Грейс. Реліз відбувся 4 грудня 2018 року на лейблі Аплін, Never Fade Records. Це сьомий мініальбом для Аплін і четвертий — для Грейс. Мініальбом включає оригінальну композицію «December» та три кавер-версії інших пісень. Його було повторно випущено 15 листопада 2019 року з двома додатковими варіантами обкладинки.

## Список композицій
| December | December                                 | December                                | December   |
| #        | Назва                                    | Автор                                   | Тривалість |
| -------- | ---------------------------------------- | --------------------------------------- | ---------- |
| 1.       | «December»                               | Габріель Аплін Ханна Грейс Люк Поташнік | 4:20       |
| 2.       | «River»                                  | Джоні Мітчелл                           | 3:01       |
| 3.       | «Blue Christmas»                         | Біллі Хейс Джей Джонсон                 | 1:56       |
| 4.       | «Have Yourself a Merry Little Christmas» | Х'ю Мартін Ральф Блейн                  | 2:21       |
| 11:38    |                                          |                                         |            |

| Перевидання 2019 року | Перевидання 2019 року                    | Перевидання 2019 року                   | Перевидання 2019 року |
| #                     | Назва                                    | Автор                                   | Тривалість            |
| --------------------- | ---------------------------------------- | --------------------------------------- | --------------------- |
| 1.                    | «December»                               | Габріель Аплін Ханна Грейс Люк Поташнік | 4:20                  |
| 2.                    | «All I Want for Christmas Is You»        | Мерая Кері Уолтер Афанасьєфф            | 4:39                  |
| 3.                    | «In the Bleak Midwinter»                 | Крістіна Россетті Густав Голст          | 3:24                  |
| 4.                    | «River»                                  | Джоні Мітчелл                           | 3:01                  |
| 5.                    | «Blue Christmas»                         | Біллі Хейс Джей Джонсон                 | 1:56                  |
| 6.                    | «Have Yourself a Merry Little Christmas» | Х'ю Мартін Ральф Блейн                  | 2:21                  |
| 19:41                 |                                          |                                         |                       |